# 133 (số)
133 (một trăm ba mươi ba) là một số tự nhiên ngay sau 132 và ngay trước 134.